# Hautot-sur-Mer
Hautot-sur-Mer – miejscowość i gmina we Francji, w regionie Normandia, w departamencie Sekwana Nadmorska.
Według danych na rok 1990 gminę zamieszkiwało 2111 osób, a gęstość zaludnienia wynosiła 223 osoby/km² (wśród 1421 gmin Górnej Normandii Hautot-sur-Mer plasuje się na 109. miejscu pod względem liczby ludności, natomiast pod względem powierzchni na miejscu 379.).
W 1822 r. zostały włączone gminy Appeville-le-Petit i Pourville.